# Транспорт в Сомали
Транспорт в Сомали относится к транспортным сетям и видам транспорта, действующим в Сомали. К ним относятся автомагистрали, аэропорты и морские порты, а также различные формы общественного и частного транспорта, морской и воздушный транспорт.

## Дороги
Сеть дорог Сомали составляет 21 8360 км длиной. По состоянию на 2010 год 2757 км — (12%) улицы с твердым покрытием, 844 км (3,9%) — гравий, а 18 229 км (83,5%) составляют земли. 2559 км основных дорог, 4850 км — дороги второстепенного значения, а 14 421 км являются сельскими/подъездными дорогами. По состоянию на май 2015 года в Министерстве труда и транспорта Пунтленда зарегистрировано более 70 000 автомобилей.
Автомагистраль протяженностью в 750 км  соединяет крупные города северной части страны, такие как Босасо, Галкайо и Гароуэ, с населенными пунктами на юге. В 2012 году Управление автомобильных дорог Пунтленда (PHA) завершило работы по восстановлению центральной артерии, соединяющей Гароуэ с Галкайо. Транспортный орган также начал проект модернизации и ремонта в июне 2012 года на большом шоссе Гароуэ-Босасо. Кроме того, в октябре 2012 года был начат ремонт центральной артерии, соединяющей Босасо с Кардо. В планах также имеется строительство новых дорог, соединяющих прибрежные города региона с главной магистралью.
В сентябре 2013 года федеральное правительство Сомали подписало официальное соглашение о сотрудничестве со своими китайскими коллегами в Могадишо в рамках пятилетнего национального плана восстановления. В соответствии с соглашением китайские власти реконструируют несколько основных инфраструктурных объектов в столице Сомали и других местах, а также дорогу между Галькайо и Бурао в северной части страны.
В июне 2014 года администрация Пунтленда открыла новую асфальтированную дорогу в черте города протяженостью 5,9 км. Строительный проект ведёт к морскому порту Босасо и был завершен совместно с UN-HABITAT. Правительство Пунтленда планирует инвестировать не менее 23 миллионов евро в виде вкладов международных партнеров в аналогичные инициативы по развитию дорожной инфраструктуры.
В октябре 2014 года Управление автомобильных дорог Пунтленда начало строительство новой автомагистрали, соединяющей президентский дворец в Гароуэ с различными частями административной столицы. Финансирование проекта было предоставлено правительством Пунтленда. Министр общественных работ Мохамед Херси также сообщил, что власти Пунтленда планируют построить и отремонтировать другие дороги, ведущие в региональные городские центры.
В декабре 2014 года мэр округа Галкайо Якуб Мохамед Абдалла и другие официальные лица Пунтленда заложили фундамент новой асфальтированной дороги в западной части Галкайо. Проект финансировался администрацией Пунтленда, и в 2015 году другие дороги в более широком районе также должны были быть покрыты битумом. Также планируется заасфальтировать главную дорогу в центральном деловом районе, а также дорогу к аэропорту.
В ноябре 2014 года Министерство внутренних дел и федерализма достигло соглашения с правительством Катара об оказании помощи в ремонте существующих дорог в Сомали и строительстве новых улиц.
В январе 2015 года Временная администрация Джуббы начала кампанию по благоустройству и очистке транспортной системы Кисмайо. Эта инициатива, являющаяся частью более широкой программы урбанизации, включает расчистку улиц и переулков, снос незаконных построек на них и дальнейшее развитие муниципальной дорожной сети.
В марте 2015 года президент Пунтленда Абдивели Мохамед Али совместно с послом ЕС в Сомали Микеле Червоне д'Урсо и послом Германии в Сомали Андреасом Пешке запустили проект устойчивого обслуживания дорог. Эта инициатива, являющаяся частью Соглашения о новом курсе для Сомали, поддерживается 17,75 миллионов евро и 3 миллиона евро, предоставленных ЕС и Deutsche Gesellschaft für Internationale Zusammenarbeit (GIZ) соответственно. Среди других целей проект направлен на ремонт шоссе между Галкайо и Гароуэ, включая финансирование ремонта поврежденных участков дороги и строительство контрольных дамб и сооружений для защиты от наводнений. Инициатива также включает плановую ежегодную программу технического обслуживания, которая направлена на чистку боковых щёток, очистку мостов после наводнений, очистку дренажных и водопропускных труб и засыпку выбоин. Кроме того, в рамках проекта будет оказана политическая поддержка Министерству общественных работ Пунтленда и Управлению автомобильных дорог Пунтленда, а местные подрядчики пройдут обучение на рабочем месте для повышения своей квалификации.

## Воздуха

### Аэропорты
Управление гражданской авиации Сомали (SOMCAA) базируется в международном аэропорту Аден Абдулле в Могадишо и находится под эгидой федерального министерства воздушного и наземного транспорта. В 2012 году министерство вместе с Руководящим комитетом гражданской авиации Сомали установило трёхлетнее окно для восстановления потенциала национальной гражданской авиации. После длительного периода управления со стороны Временного управления гражданской авиации Сомали (CACAS) SCAMA совместно с Международной организацией гражданской авиации в декабре 2014 года также завершила процесс передачи контроля над воздушным пространством Сомали новому Центру управления воздушным пространством в столице.
По данным ЦРУ, по состоянию на 2012 год в Сомали имеется 61 аэропорт. 7 из них имеют взлетно-посадочные полосы с твердым покрытием. Среди последних четыре имеют взлетно-посадочную полосу длиной более 3047 м; два от 2438 м до 3047 м; и один длиной от 1524 м до 2437 м.
55 аэропортов имеют грунтовую посадочную площадку. У одного аэропорта взлетно-посадочная полоса простирается на 3047 м; четыре имеют длину от 2438 до 3047 м; двадцать — от 1524 м до 2437 м; двадцать четыре — от 914 м до 1523 м; и шесть ниже 914 м.
Основные аэропорты страны включают международный аэропорт Аден-Адде в Могадишо, международный аэропорт Харгейса в Харгейсе, аэропорт Кисмайо в Кисмайо, международный аэропорт Бендер-Кассим в Босасо, аэропорт Бербера в Бербере и международный аэропорт Гароуэ в Гароуэ.
В сентябре 2013 года в аэропорту начала работу турецкая компания Favori LLC. Фирма объявила о планах отремонтировать авиационное здание и построить новое, а также модернизировать другие современные сервисные сооружения. Данный проект в 10 миллионов долларов увеличит существующую вместимость аэропорта с 15 самолетов до 60. По словам компании, в 2014 году в аэропорту было 439 879 внутренних и международных рейсов, что на 319 925 рейсов больше, чем в предыдущем году. В апреле 2014 года началось строительство новой национальной академии авиационной подготовки в международном аэропорту Аден-Адде. Новое учреждение предназначено для повышения квалификации авиационного персонала, работающего в аэропортах Сомали, и сосредоточения внимания на обучении внутри страны. Параллельно строится современный терминал в аэропорту на средства фирмы Favori. По словам министра воздушного транспорта и гражданской авиации Саида Джамы Коршеля, строительство нового терминала продлится шесть месяцев и, как ожидается, улучшит функциональность и работу аэропорта. Он добавил, что его министерство также планирует открыть другие аэропорты на окраинах столицы. Это, в свою очередь, поможет уменьшить заторы в международном аэропорту Аден-Адде, который затем будет использоваться исключительно большими самолетами.
В декабре 2014 года был заложен фундамент новой взлетно-посадочной полосы в международном аэропорту Бендер-Кассим. Китайская корпорация гражданского строительства теперь планирует модернизировать существующую взлетно-посадочную полосу аэропорта с гравийным покрытием, замостить ее асфальтом и преобразовать ее из 1,8 км до 2,65 км в соответствии с пунктом об эксплуатации кода 4C.

### Авиакомпании
Somali Airlines была флагманской авиакомпанией Сомали. Основанная в 1964 году, она предлагала рейсы как по внутренним, так и по международным направлениям. В связи с началом гражданской войны в начале 1990-х все операции перевозчика были официально приостановлены в 1991 году. Восстановленное правительство Сомали позже начало подготовку в 2012 году к ожидаемому перезапуску перевозчика, с поставкой первого нового самолета Somali Airlines к концу декабря 2013 года.
По данным Торгово-промышленной палаты Сомали, дефицит, возникший в результате закрытия Somali Airlines, с тех пор была заполнен различными сомалийскими частными перевозчиками. Более шести из этих частных авиакомпаний предлагают коммерческие рейсы как внутри страны, так и за границу, включая Daallo Airlines, Jubba Airways, African Express Airways, East Africa 540, Central Air и Hajara.

## Море

### Порты
Обладая самой длинной береговой линией на материковой части Африки, Сомали имеет ряд объектов морского транспорта по всей стране. Всего насчитывается более 15 морских портов. Основные порты класса находятся в Могадишо, Босасо, Бербера и Кисмайо. Два порта класса пристани также расположены в Лас-Хорей и Мерка. Кроме того Эйл, Кандала, Хафун, Хобьо, и Эль-Маан все имеют меньшие порты.
В октябре 2013 года федеральный кабинет одобрил соглашение с турецкой фирмой «Аль-Байрак» об управлении портом Могадишо сроком на 20 лет. По данным канцелярии премьер-министра, сделка была обеспечена Министерством портов и общественных работ, а также возлагает на Аль-Байрак ответственность за восстановление и модернизацию порта. В апреле 2014 года Федеральный парламент отложил завершение сделки по управлению морским портом до утверждения нового законопроекта об иностранных инвестициях. Депутаты также потребовали, чтобы соглашение было передано в законодательный орган для обсуждения и обеспечения учета интересов портовых рабочих. В сентябре 2014 года федеральное правительство официально передало управление портом Могадишо Аль-Байраку.
По словам Аль-Байрака, большая часть его доли доходов будет реинвестирована в морской порт за счет дополнительной портовой торговли и новых доков, строительных материалов и оборудования. Компания также планирует установить ограждающую стену и систему видеонаблюдения в соответствии с международными протоколами безопасности, возвести современное административное здание порта и очистить входные каналы судов с помощью подводного наблюдения. По сообщениям, по состоянию на сентябрь 2014 года первый этап ремонта завершен, второй этап находится в стадии реализации.
Порт Босасо был построен в середине 1980-х администрацией Сиада Барре для ежегодных поставок скота на Ближний Восток. В январе 2012 года был запущен проект реконструкции, и KMC заключила контракт на модернизацию гавани. На первом этапе инициативы была проведена очистка верфи от ненужных материалов, и она была завершена в течение месяца. Второй этап включает реконструкцию прилегающего к порту морского дна с целью приема более крупных судов.
Adeso, организация, основанная сомалийским экологом Фатимой Джибрелл, начала проект реконструкции порта Лас-Хорей. Позднее эту инициативу поддержал Фейсал Хавар, генеральный директор Maakhir Resource Company. В 2012 году он выступил посредником в соглашении с греческой инвестиционной фирмой о развитии морского торгового порта. Впоследствии власти Пунтленда наняли группу инженеров для оценки текущих ремонтных работ, проводимых в порту. По словам министра портов Саида Мохамеда Рагге, правительство Пунтленда намерено запустить больше таких проектов развития в Лас-Хорее.

### Торговый флот
В Сомали есть один грузовой торговый флот, который был основан в 2008 году.

## Железнодорожные пути
Железнодорожный транспорт в Сомали состоит из бывшей железной дороги Могадишо-Виллабруцци из Могадишо в Джоухар. Эта железная дорога имеет длину в 114 км. Система была построена колониальными властями в итальянском Сомалиленде в 1910-х годах. Ширина колеи — 950 мм.
 